# アレクサンダー・デニス・E200

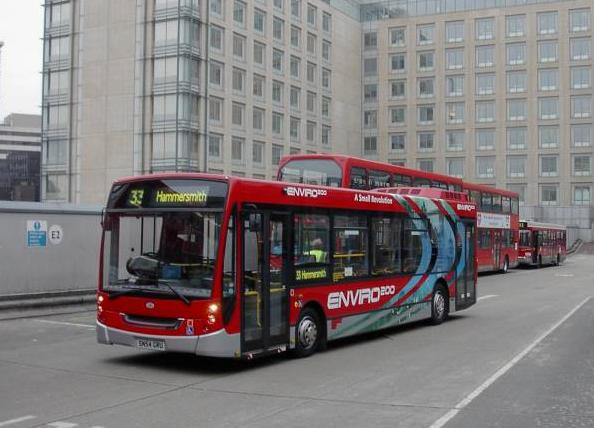
ロンドンの系統33を走行するE200

エンバイロ・200（Enviro 200、略称：E200）は、イギリスのアレクサンダー・デニスが生産する中型一階建てノンステップバスである。

## 概要
本製品はもともとデニス時代のデニス・ダンドを継承する製品であったが、E200ダンドが本製品にかわってデニス・ダンドの継承の製品になった。
排気ガスの出口は後ろの屋根の上にある。

## 世界各地の利用

### イギリス本土

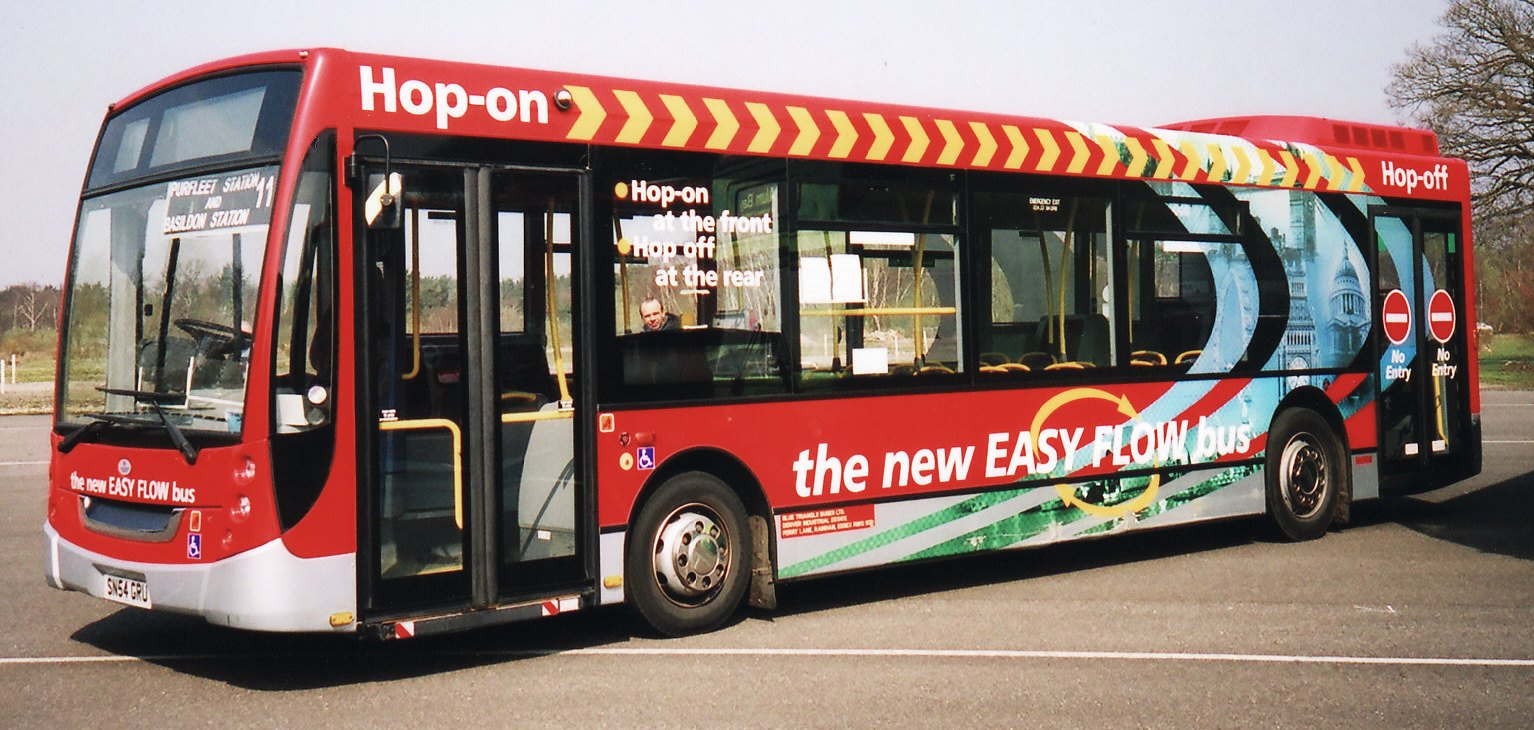
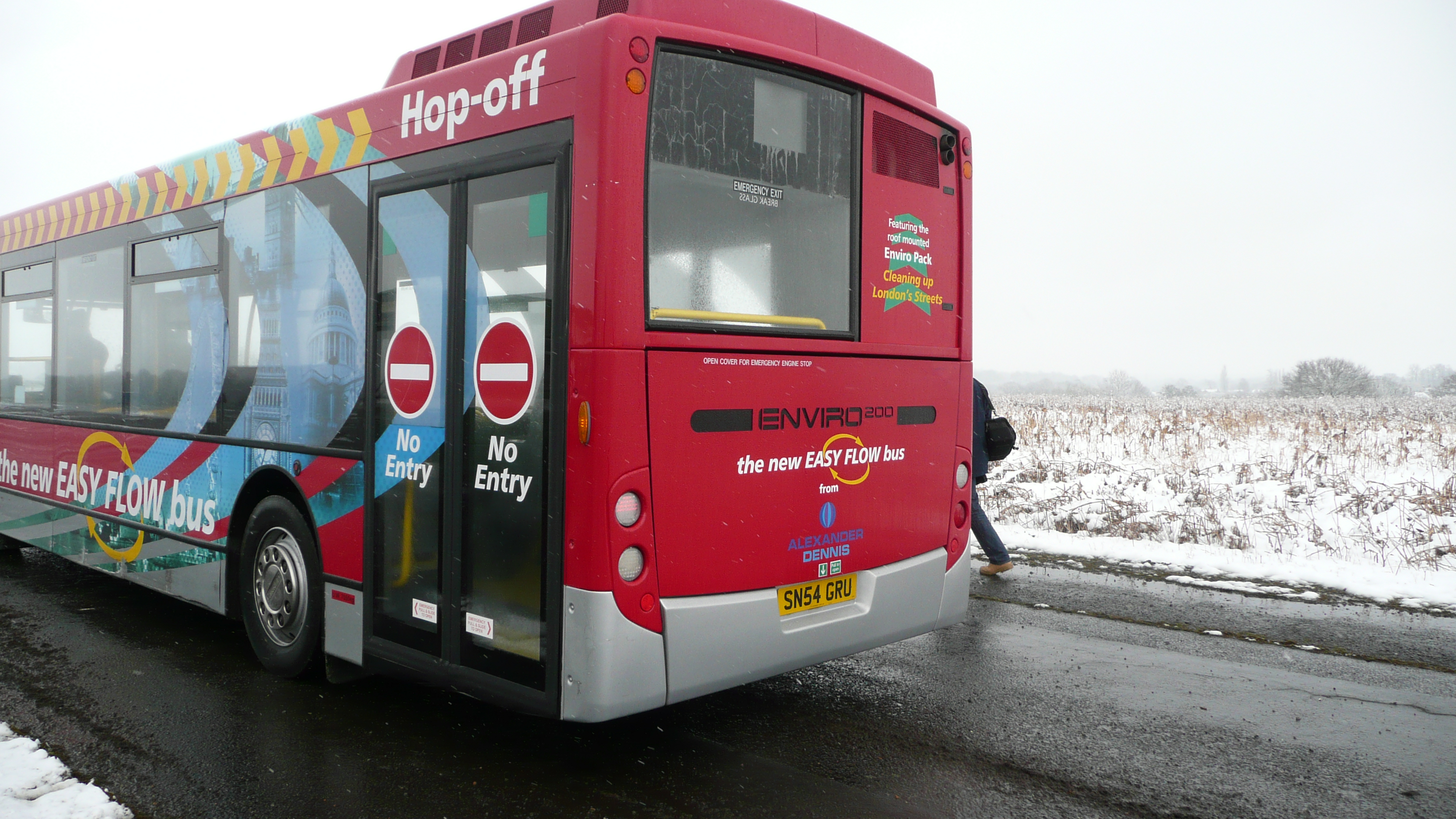

本製品は2013年の現在まで2台しか走行しておらず、全てイギリスの本土を走っている。